# Токи (Тернопольская область)
Токи (укр. Токи) — село в Скориковской сельской общине Тернопольского района Тернопольской области Украины.
До 2020 года входило в Подволочисский район.
Население по состоянию на 2007 год составляло 1172 человека.
Сохранились руины Токовского замка князей Збаражских и Вишневецких (построен в 1570-е гг.). Есть церковь Преображения Господня (1902).

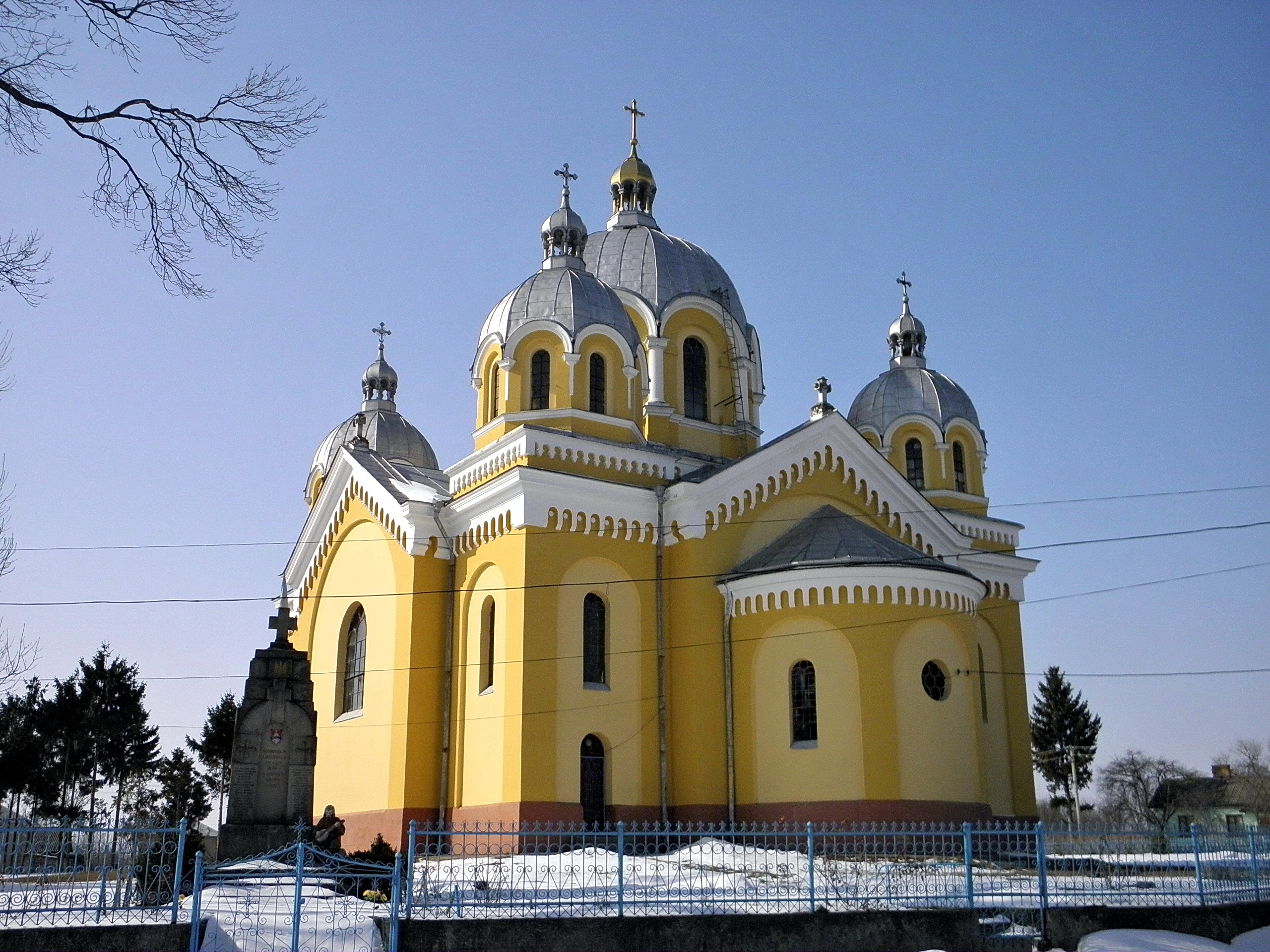
Церковь Преображения Господня